# Гуннё

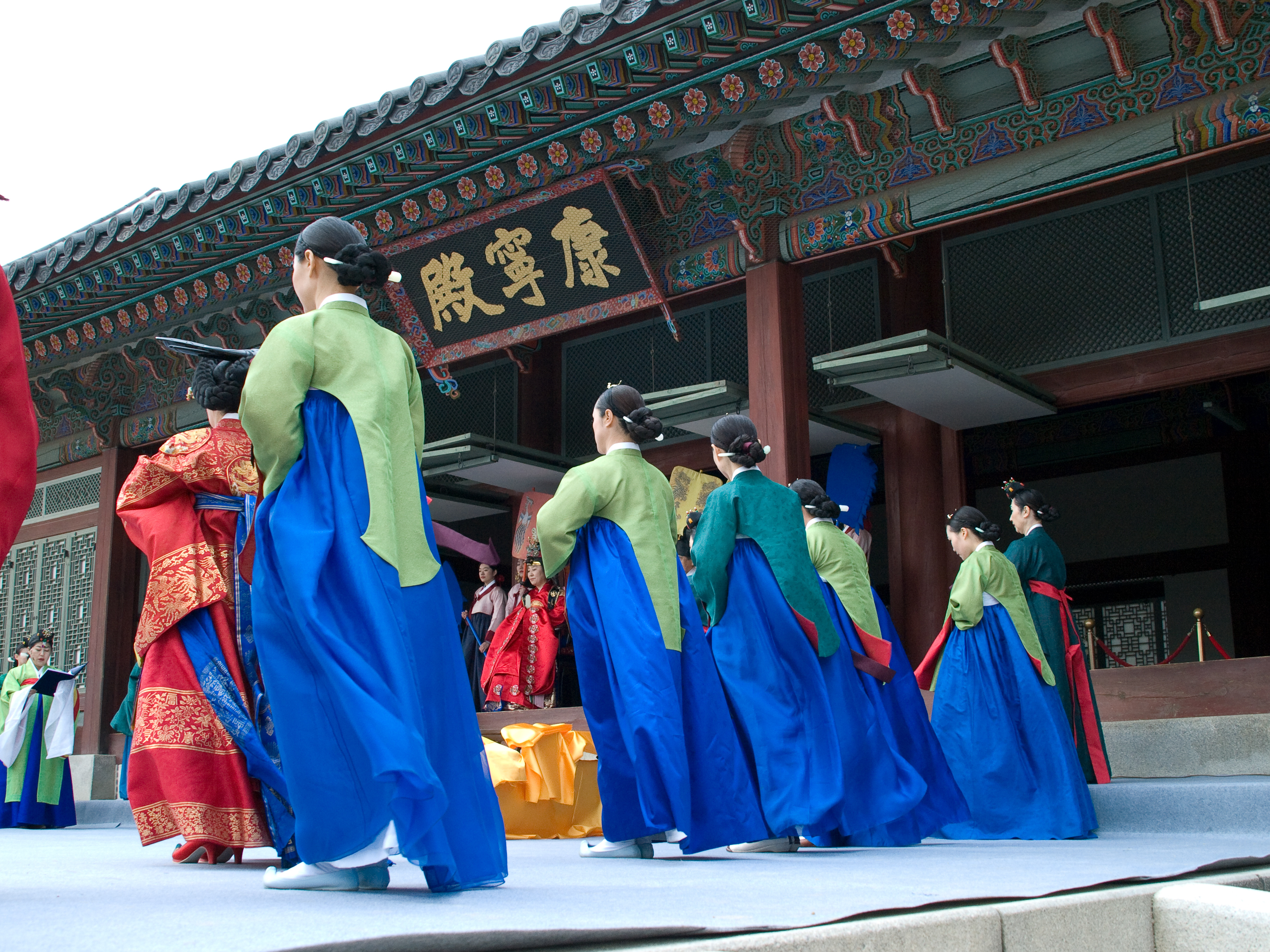
Придворные дам на реконструкции придворного праздника одеты в ханбок: зелёный жакет-тани и голубую пышную юбку-чхима́.

Гуннё (хангыль: 궁녀; ханча: 宮|女; буквально «женщины дворца») — корейский термин, относящийся к женщинам, прислуживающим королю и другим членам королевской семьи, в традиционном корейском обществе в эпохи Корё и Чосон. Это сокращение от «гунджун ёнгван», что переводится как «женщина, прислуживающая при королевском дворе». К Гуннё относятся сангун (дворцовая матрона) и наин (помощницы придворных дам), имеющие высокий придворный ранг.
Этот термин также используется в более широком смысле, чтобы охватить женщин из низшего класса без звания, таких как мусури (самые низкие служанки, отвечающие за сложные и грязные обязанности), гаксими́, сонни́м, ыйнё (женщины-врачи), а также наи́н и сангун. Термин охватывает всех, от придворных до прислуги.

## Учреждение

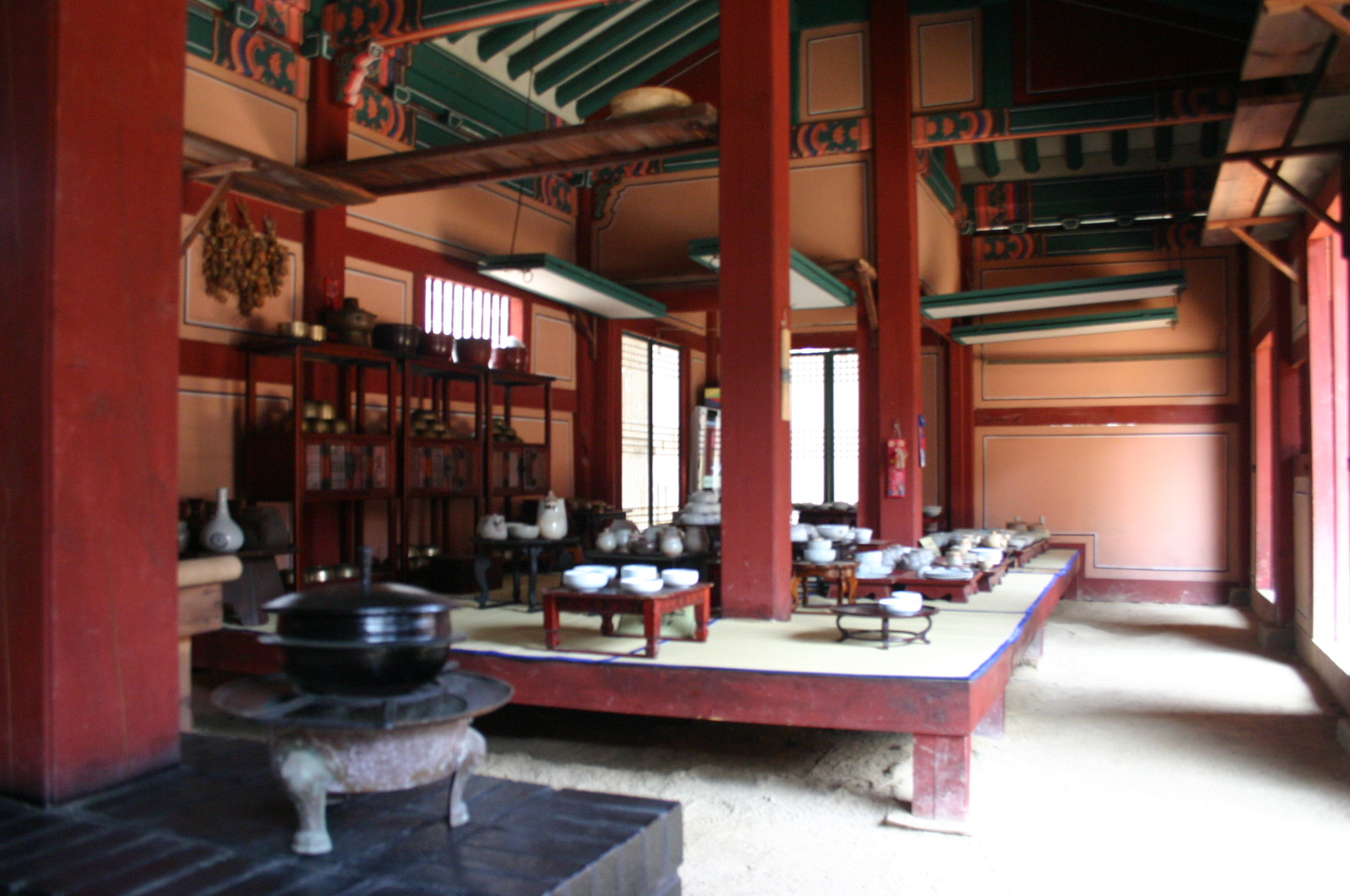
В тематическом парке «Жемчужина дворца» выставлена модель королевской кухни, на которой работали гуннё.

Хотя первое упоминание о гуннё появляется в «Корёсе», сборнике по истории Корё, положение о их создании было выпущено в 1392 году ваном Тхэджо по предложениям Чо Джуна (趙浚) и других чиновников после основания Чосона. В 1428 году Седжон Великий утвердил подробную систему, регулирующую гуннё, в которой служащие во дворце женщины были разделены на нэгва́н (внутренние слуги королевского двора) и кунгва́н (дворцовые слуги), и определил их ранги, титулы и социальное положение. Далее он институционализировал эту систему с изменениями в «Тэджон Кёнгук» (Полный свод законов).
Гуннё не имели чёткого определения в период Корё, и неизвестно, как они пришли служить двору и какие процедуры применялись к ним. Таким образом, предполагается, что использование этого термина в этот период относится ко всем женщинам на службе у короля при дворе. В документах, связанных с Корё, социальный статус гуннё обычно был простым или низшим классом, например, дочери рабов, наложницы или чхонмин (презираемые). На 22-м году правления короля Ыйджона роли гуннё были разделены на сангу́н (尙宮, управление дворцом), санчи́м (尙寢, управление постельными принадлежностями), санси́к (尙食 управление едой) и санчи́м (尙針, управление шитьём). Женщины-музыканты ёа́к также были частью гуннё.
Во времена Чосона придворная жизнь была сосредоточена вокруг короля, поэтому было необходимо много придворных женщин. Они были назначены в Тэджон (大殿; Большой зал), Нэджон (內殿, частный внутренний королевский зал), Тэбиджон (квартал Вдовствующей королевы) или Седжаджон (квартал Наследного принца) дворца.

## Выборы и образование

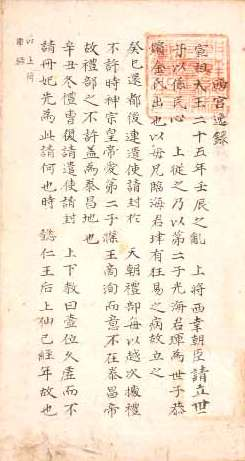
Гечук илги, Дневник года 1613

Назначение гуннё обычно происходило один раз в десять лет, но были и исключения; способ назначения гуннё и их социальный статус время от времени различались, поэтому процесс не был систематизирован. Как правило, гуннё выбирались из числа рабынь, принадлежавших к правящему классу, а не из дочерей санмин. Однако, если позволяли обстоятельства, придворные желали набирать гуннё из детей простолюдинов, используя обычай ранних браков в семьях, где была дочь старше десяти лет. В результате со времен правления короля Кёнджона дочерям из низшего сословия было запрещено назначаться гуннё. Согласно Сокдэджон (Дополнение к Национальному кодексу), некоторые рабыни для каждого государственного учреждения были выбраны, чтобы стать гуннё во времена правления короля Ёнджо .
В то время как это ограничение по классу применялось к «обычным гуннё», назначение тех, кто занимал важные должности, находясь вблизи короля и королевы, таких как джимиль наин, было другим. Стандарт для выбора джимиль наин был настолько высок, что сангун, как правило, сами вербовали кандидатов через личные связи и по семейным обычаям. На службе было много гуннё, которые рекомендовали на эту должность своих родственников. Социальный статус гуннё, которые были приписаны к воспитанию и слежению за джимиль, чимбан (отдел шитья) и субан (отдел вышивки), определялся классом чунгин (буквально «средний класс»); остальные гуннё, в основном, происходили из «класса простолюдинов».
Обычно гуннё поступали во дворец в возрасте от двенадцати до тринадцати лет, тогда как джимиль наин, близкие к королю и королеве, поступали туда в возрасте от четырёх до восьми лет, а наин в отделах шитья и вышивания начинали служить при дворе с шести до тринадцати лет.
Такие «стажеры гуннё» получали необходимое образование, чтобы стать гуннё, например, изучали придворный язык, включая ежедневные занятия и правильное поведение, а также писали гунче (шрифт в дворцовом стиле). Некоторые гуннё оставили изысканные каллиграфические произведения, написанные хангыле (корейский алфавит) с гунче или Гечук ильги (Дневник года Гечук, 1613) и Инхён ванхучжон (Рассказы о королеве Инхён), все из которых считаются прекрасными образцами «дворцовой литературы».

## Виды гуннё

### В узком смысле
Гуннё всегда отличались от сангун и наин, потому что роль и социальный статус этих групп сильно различались. Последние группы можно разделить на три типа; стажеры наин, наин и сангун. К ним относились по-разному в зависимости от опыта и стажа работы при дворе и в подведомственных ведомствах. Даже группа санггун делилась по рангу в соответствии с их опытом, а сангун с одинаковым рангом не всегда имели одинаковое социальное положение. Стажеры наин относились к девушкам, которые еще не прошли гвалле (冠禮, церемония достижения совершеннолетия), и делились на сэнгакси и гакси .
Термин сэнгакси происходит от того факта, что у девушек была прическа под названием сэнмори . Только три отдела, джимиль, чимбан (отдел шитья) и субан (отдел вышивки) имели стажеров ранга сэнгакси . После 15 лет службы во дворце стажёры наин обоих рангов становились официальными наин . Наин носили тани нефритового цвета (разновидность чогори, короткая куртка) и темно-синюю чима (объемная юбка), а голову украшала заколка-чопчи в форме лягушки.

### В широком смысле
Гаксими — это общий термин, относящийся к горничным, кухаркам, швеям или другим людям, работающим в частной резиденции сангун в выходные дни сангун. Их ежемесячная зарплата выплачивалась государством, поэтому их также называли «банджа». Термин банджа означает мелкого чиновника, работающего в государственном учреждении, и совпадает с мужским персонажем по имени Банджа, который появляется в «Сказании о Чхунхян».
Мусури относятся к женщинам, отвечающим за разную работу (например, зачерпывание воды, разведение огня и т. д.) в каждой резиденции при дворе.
Сонним — это горничная, которая отвечала за домашнее хозяйство в резиденции наложницы короля. Как правило, они были связаны с семьей наложницы, и их жалованье выплачивалось из расходов на жизнь наложницы. Этот термин означает человека из-за пределов дворца и является вежливым титулом, в отличие от мусури и гаксими.
Ыйнё буквально означает «женщины-знахарки», и они обычно лечили гуннё с помощью иглоукалывания и выступали в качестве акушерок, когда супруга или наложница короля рожала.
Всякий раз, когда при дворе устраивался пир, они превращались в кисэн (артисток). Для таких случаев они носили вонсам (женская церемониальная одежда), хвагван (замысловатая корона) и красочные полосатые хансамы (тканевые расширения на рукавах костюма) как и любые другие танцоры, поэтому их также называли якбан кисэн . Следовательно, якбан — это другое название для нэыйвон (королевская клиника здоровья)[уточнить]. Хотя ыйнё принадлежали к <i id="mw4A">нэыйвон</i> , их предшественники были кисэн. Система ыйнё была первоначально создана во время правления короля Тхэджона, потому что больные супруги, наложницы и гуннё предпочитали умереть, но не быть осмотренными врачом-мужчиной, из-за строгой половой сегрегации, основанной на идеалах конфуцианства того времени.
Поэтому рабыни, которые принадлежали к складам или правительственным учреждениям, обучались медицинским практикам, таким как проверка пульса, иглоукалывание и другие. Поскольку изначально они были необразованными чхонмин (презираемыми), система ыйнё была не очень плодотворной. Во время правления короля Ёнсангуна всякий раз, когда в каждом правительственном учреждении устраивался пир, ыйнё велели участвовать в нем как кисэн с макияжем. Система просуществовала до конца династии, и во время правления Коджона число ыйнё составляло около 80. Система уйнё исчезла, когда ко двору пришли западные врачи.

## Роли Гуннё

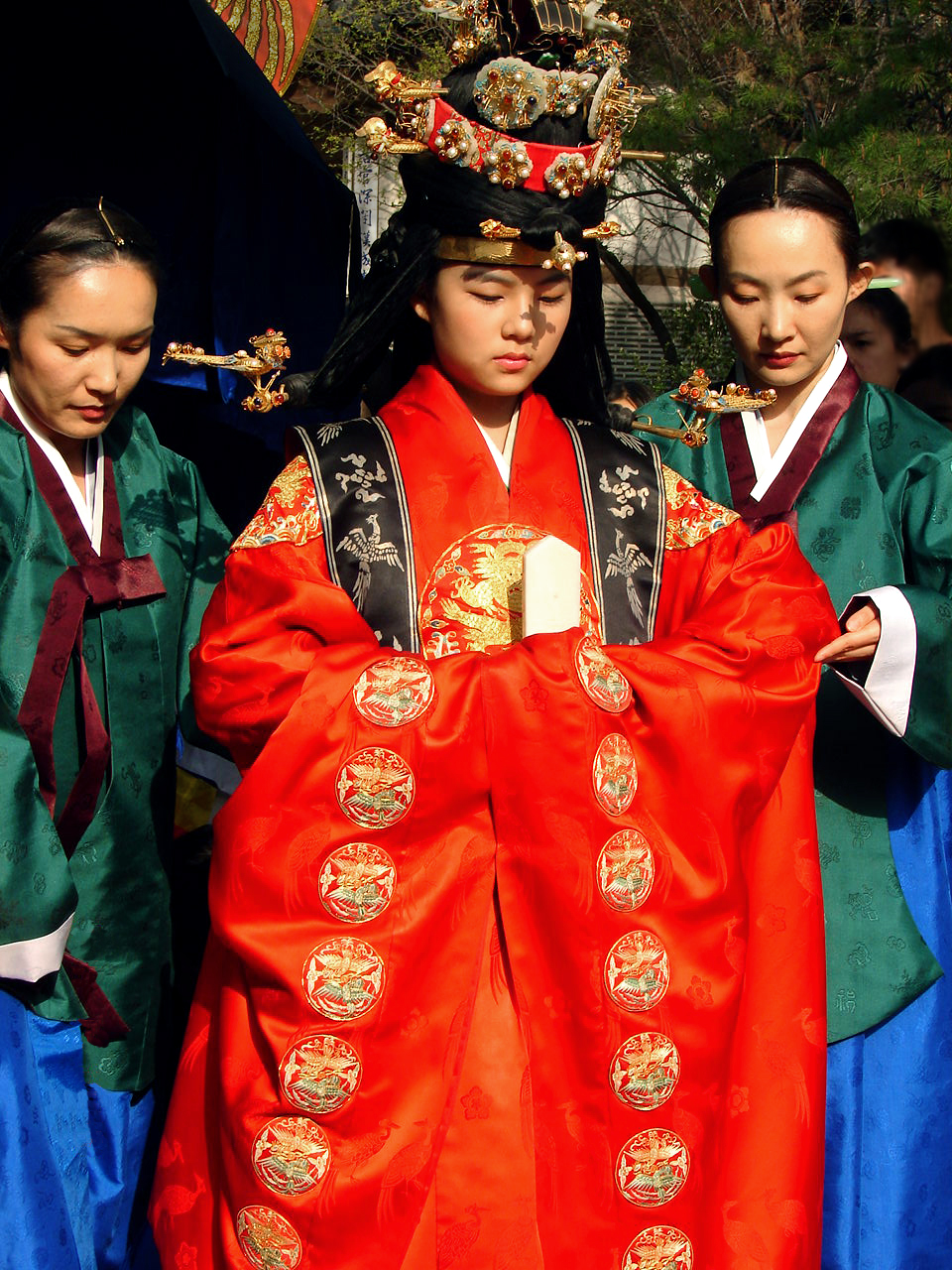
В реконструкции королевской свадебной церемонии две модели, выступающих в роли гуннё, помогают модели королевы в красной мантии.

Гуннё можно описать как тип роскошных рабов для королевской личной жизни, необходимых, среди прочего, в отделах, отвечающих за одежду, приготовление пищи и жилье. Были отделы, в которых служили гуннё:
1. джимиль 지밀 (至密), самый внутренний квартал, обслуживающий членов королевской семьи;
2. чимбан 침방(針房), швейный цех;
3. субан 수방(繡房), отдел вышивки;
4. нэсоджубан 내소주방 (內燒廚房), для приготовления повседневных блюд;
5. висоджубан 외소주방 (外 燒 廚 房), для приготовления еды для банкетов;
6. сэнгвабан 생과방(生果房), отдел десертов;
7. сэдапбан 세답방(洗踏房), прачечная.[15]

В дополнение к этим семи отделам существовало ещё четыре отдела: сэсуган (洗手間, отдел, отвечающий за мытьё и купание короля и королевы), тосонган (退膳間; комната для приготовления пищи), богичо (僕伊處, отдел разведения костров), дынчокбан (燈燭房 отдел фонарей и свечей).
С точки зрения домашнего хозяйства более обычного человека джимиль наин, которые имели самое высокое положение в обществе гуннё, действовали как личная служанка хозяйки. Наин (помощницы придворных дам) в чимбан и субан были похожи на швей, а наин в соджубан и сэнггвабан были похожи на кухарок. Седапбан заведовал прачечной; в обычных семьях уборкой обычно занимались рабыни, а опытные домохозяйки[уточнить] гладили и разглаживали бельё отбивкой.
Джимиль наин, как личные служанки короля и королевы, имели самый высокий социальный статус, в то время как наин в чимбан и субан были следующими за ними по статусу. Они могли носить чхиму (объемную юбку) так, как это делали женщины янбан, и им было позволено в качестве привилегии опускать её надолго без фартука. Поскольку они работали на полу или в комнате, этим наин не нужно было подгибать юбку, в отличие от наин в соджубан и седапбан . Наин в других отделах закатывали юбку фартуком. Точно так же, только в первых трёх отделах могли быть сэнгакси (생각시, молодые наин с причёской, называемой «сэн» или «саян»), в то время как молодые наин в других отделах не могли завязывать волосы сэн, а должны были заплетать их в длинные косы.

## Ранг Гуннё
В обществе гуннё были дамы-надзиратели гамчаль сангун, которые действовали как главы всех гуннё, и сангун, к которым относились с особым вниманием в зависимости от важности их работы.
Чеджо сангун (提調 尙宮), также называемые кынбан сангун, был старшими среди гуннё, они получали приказы короля и управляли имуществом в квартале королевы. В то время они обладали политической властью.
Буджеджо сангун, также называемые ариго сангун (阿 里 庫), отвечали за товары в магазинах, примыкающих к кварталу королевы.
Джимиль сангун, также называемые дэрён сангун, внимательно служили королю.
Бомо сангун отвечали за уход за принцами или принцессами, и среди них те, кто служил наследному принцу, имели самое высокое положение в этой группе.
Синё сангун отвечали за помощь королю, королеве и вдовствующей королеве всякий раз, когда происходила национальная церемония или праздник. Они также занимались книгами и документами сангун джимиль и делали гокып (оплакивание и траур).
Гамчаль сангун вознаграждали или наказывал соответствующих гуннё, выступая в качестве надзирателей, и вызывали трепет у других гуннё. Некоторые гуннё, пользующиеся благосклонностью короля, могли получить политическую власть и повысить свой ранг.
Дворцовые дамы подчинялись королеве и стояли ниже королевских супруг и наложниц (негван, 내관). Ранги для гуннё могли достигать 5-го ранга на самом высоком уровне, но обычно начинались намного ниже, с 9-го ранга.

## Классификация гуннё
Для дворцовых дам было 5 рангов по два уровня в каждом:
| Ранг (кор. 품계, 品階) | Ранг (кор. 품계, 品階) | Титул               | Титул       | Титул       | Обязанности                                                                             |
| Классификация | Ханча                  | Значение на русском | Хангыль     | Ханча       | Обязанности                                                                             |
| --- | ---------------------- | ------------------- | ----------- | ----------- | --------------------------------------------------------------------------------------- |
| Гунван (гуннё) |                        |                     |             |             |                                                                                         |
| Особый ранг Избранная Сангун |                        | Сыннын сангун       | 승은상궁    |             | Сангун, которая делила постель с королем и могла стать королевской наложницей (негван). |
| Старший 5-й Главная дама (чеджо сан-гун 제조상궁) (дворцовая дама, которая служила непосредственно королю) Указ о её назначении издавался королем. | 正五品                 | Сангун              | 상궁        | 尚宫        | Сопровождали королеву; наблюдали за саги и чонон.                                       |
| Старший 5-й Главная дама (чеджо сан-гун 제조상궁) (дворцовая дама, которая служила непосредственно королю) Указ о её назначении издавался королем. | 正五品                 | Сангый              | 상의        | 尙儀        | Отвечали за весь ежедневный этикет и процедуры; наблюдали за сасоль и чондын.           |
| Младший 5-й Первая дворцовая дама (руководящая секретариатом Королевы)                                                                             | 從五品                 | Санбок              | 상복        | 尙服        | Поставляли одежду и вышивали значки и накидки; наблюдали за саый и чонсик.              |
| Младший 5-й Первая дворцовая дама (руководящая секретариатом Королевы)                                                                             | 從五品                 | Сансик              | 상식        | 尙食        | Готовили блюда и закуски; наблюдали за сасон и чонъяк                                   |
| Старший 6-й Главная дама дворца (например, возглавляющая королевскую кухню)                                                                        | 正六品                 | Санчим              | 상침        | 尙寢        | Отвечали за церемонию сопровождения короля в его покои; наблюдали за сасоль и чондын.   |
| Старший 6-й Главная дама дворца (например, возглавляющая королевскую кухню)                                                                        | 正六品                 | Сангон              | 상공        | 尙功        | Управляли процессами ткачества и вышивки; наблюдали за садже и чонче.                   |
| Младший 6-й | 從六品                 | Санчон (гунчон)     | 상정 (궁정) | 尙正 (宮正) | Наблюдали за поведением, работой и наказаниями придворных дам.                          |
| Младший 6-й | 從六品                 | Саги                | 사기        | 司記        | Отвечали за документы во дворцах и имели доступ к бухгалтерским книгам.                 |
| Старший 7-й Ведущая дворцовая дама (отвечает за определенную деятельность)                                                                         | 正七品                 | Чонбин (сабин)      | 전빈 (사빈) | 典賓 (司賓) | Готовили блюда для гостей, ухаживали за гостями на банкетах.                            |
| Старший 7-й Ведущая дворцовая дама (отвечает за определенную деятельность)                                                                         | 正七品                 | Чоный (саый)        | 전의 (사의) | 典衣 (司衣) | Отвечали за одежду и аксессуары для волос дам в кунване.                                |
| Старший 7-й Ведущая дворцовая дама (отвечает за определенную деятельность)                                                                         | 正七品                 | Чонсон (сасон)      | 전선 (사선) | 典膳 (司膳) | Готовили отварные и приправленные гарниры.                                              |
| Младший 7-й | 從七品                 | Чонсоль (сасоль)    | 전설 (사설) | 典設 (司設) | Отвечали за палатки и тростниковые коврики, чистку и уход за предметами.                |
| Младший 7-й | 從七品                 | Чонче (садже)       | 전제 (사제) | 典製 (司製) | Производили одежду                                                                      |
| Младший 7-й | 從七品                 | Чонон (соон)        | 전언 (사언) | 典言 (司言) | Отвечали за передачу сообщений между королем и внутренним двором.                       |
| Старший 8-й | 正八品                 | Чончан              | 전찬        | 典贊        | Помогали с питанием и сопровождением во время приема гостей и мероприятий.              |
| Старший 8-й | 正八品                 | Чонсик              | 전식        | 典飾        | Отвечали за стирку, расчесывание и одежду.                                              |
| Старший 8-й | 正八品                 | Чонъяк              | 전약        | 典藥        | Отвечали за выписывание лекарств.                                                       |
| Младший 8-й | 從七品                 | Чондын              | 전등        | 典燈        | Отвечали за фонари и свечи.                                                             |
| Младший 8-й | 從七品                 | Чонче               | 전채        | 典彩        | Ткали ткань из шелка и рами.                                                            |
| Младший 8-й | 從七品                 | Чонджон             | 전정        | 典正        | Поддерживали гунчон                                                                     |
| Старший 9-й | 正九品                 | Чугун               | 주궁        | 奏宮        | Дела, связанные с музыкой.                                                              |
| Старший 9-й | 正九品                 | Чусан               | 주상        | 奏商        | Дела, связанные с музыкой.                                                              |
| Старший 9-й | 正九品                 | Чугак               | 주각        | 奏角        | Дела, связанные с музыкой.                                                              |
| Младший 9-й | 從九品                 | Чубёнхи             | 주변치      | 奏變徵      | Дела, связанные с музыкой.                                                              |
| Младший 9-й | 從九品                 | Чухи                | 주치        | 奏徵        | Дела, связанные с музыкой.                                                              |
| Младший 9-й | 從九品                 | Чуу                 | 주우        | 奏羽        | Дела, связанные с музыкой.                                                              |
| Младший 9-й | 從九品                 | Чубёнгун            | 주변궁      | 奏變宮      | Дела, связанные с музыкой.                                                              |
| [ 19 ] |                        |                     |             |             |                                                                                         |

За дворцовыми дамами следовали фрейлины более низкого ранга (например, кандидаты в дворцовые дамы), слуги и рабыни.

## Количество гуннё
Общее количество гуннё включало не только служащих в главном дворце, где проживал король, но также и в Джесагун, дворцах чеса (почитание предков) и Бёльгун (дополнительные дворцы). Гуннё, работавшие в главном дворце, презирали тех, кто работал в пристроенных дворцах, называя их гунгот (тот, кто во дворце). В главном дворце квартал короля управлялся как независимое домашнее хозяйство, и во всех покоях короля, королевы и вдовствующей королевы было одинаковое количество гуннё . Было высказано предположение, что всего гуннё насчитывалось 90 человек. В каждой из этих резиденций было от двадцати до двадцати семи джимиль наин, а в других местах — от пятнадцати до двадцати.
Общее количество менялось со временем и увеличивалось или уменьшалось в зависимости от обстоятельств при дворе. Хотя количество гуннё в ранний период династии Чосон было невелико, с течением времени оно имело тенденцию к увеличению. Во время правления короля Сонджона (1469—1494) всего 105 гуннё служили дворцу, из них 29 — для матери предыдущего короля, 27 — кварталу вдовствующей королевы и 49 — кварталу короля. Во время правления короля Коджона (1863—1907) общее количество гуннё достигло 480 человек; 100 на квартал короля, 100 на квартал вдовствующей королевы, 100 на королеву, 60 на наследного принца, 40 на наследную принцессу, 50 на сесона (старший законный сын наследного принца) и 30 на жену сесона .

## Пожизненная занятость и оплата
Все гуннё во дворце были в основном связаны на всю жизнь, с момента их принятия во дворец до момента, когда они должны были покинуть его. Поступив на службу, они должны были жить во дворце всю свою жизнь, за исключением особых случаев. Кроме короля и его ближайших домочадцев, никто, даже его наложницы, не могли умереть при королевском дворе, поэтому, когда гуннё становились старыми или больными, им приходилось покидать дворец.
Были и другие причины выпустить гуннё из дворца, например, когда их начальник или хозяин был болен, или когда случилась засуха, определенное количество гуннё выпускалось для умиротворения стихийного бедствия. В последнем случае таких освобожденных гуннё ограничивали в действиях, запрещали вступать в брак и сурово наказывали, если они нарушали эти правила. Таким образом , гуннё жили полностью изолированно от внешней жизни, и им не разрешалось контактировать с мужчинами или даже с другими женщинами, кроме как при освобождении от службы. Жизнь гуннё описана в древнем романе Унёнчжон (雲英傳), написанном неизвестным писателем во эпоху Чосон.
Гуннё получали ежемесячную зарплату в зависимости от ранга и предметов первой необходимости в качестве оплаты, но цена не была фиксированной. Это варьировалось в зависимости от экономических условий того времени. Предполагалось, что служба будет посменной.